# Euphorbia glauca
Euphorbia glauca är en törelväxtart som beskrevs av Johann Georg Adam Forster. Euphorbia glauca ingår i släktet törlar, och familjen törelväxter. Inga underarter finns listade i Catalogue of Life.